# Hemidactylus newtoni
Hemidactylus newtoni là một loài thằn lằn trong họ Gekkonidae. Loài này được Ferreira mô tả khoa học đầu tiên năm 1897.